# Klinika Gross
Klinika Gross ili Klinika dr. Grossa je ulje na platnu američkog realističkog slikara Thomasa Eakinsa iz 1875. godine.

## Odlike
Na slici je prikazan sedamdesetogodišnji profesor dr. Samuel D. Gross, odjeven u crni frak, kako predaje skupini studenata Medicinskog fakulteta Jefferson. Slika je utemeljena na operaciji kojoj je svjedočio Eakins, u kojoj je Gross operirao osteomijelitis (infekciju koštane srži) mladićeve bedrene kosti. Gross ovdje izvodi novu vrstu operacije, nasuprot amputaciji koja je do tada bila jedina vrsta liječenja ove bolesti. Oko kirurga i anestiziranog pacijenta naguravaju se studenti u svojim frakovima. Slika je naslikana netom prije usvajanja higijenskih kirurških standarda, zbog čega se ova slika često uspoređuje s Eakinsovim kasnijim djelom Klinika Agnew iz 1889. godine na kojoj su svi prikazani u kirurškim kutama i u svjetlijoj i čišćoj dvorani.
Slika je šokantna u prikazu mladićeva tijela, ali i same brutalnosti operacije. Dramatičnost pojačava u srednjem planu prikazana žena, vjerojatno mladićeva majka, kako se zgroženo grči. Njezina ekspresivna figura je u jasnom kontrastu s mirnim i profesionalnim držanjem ljudi koji okružuju pacijenta. Na lijevoj strani, iznad desnog ramena dr. Grossa, prikazan je dr. Franklin West, kako vodi bilješke operacije. Među učenicima Eakins je naslikao i svoj autoportret na desnoj slike, na klupi desno od tunela, kako crta ili piše. Eakinsov potpis se nalazi na prednjoj strani opearacijskog stola. 
Cijenjena zbog svog beskompromisnog realizma u prikazu kirurške dvorane iz 19. st., Klinika Gross je također važna i za povijest medicine jer slavi važnost kirurgije kao grane medicine, te se drži za „najbolju američku sliku 19. stoljeća”.

## Povijest
Slika je poslana na „Izložbu stogodišnjice” (Centennial Exhibition) povodom 100 obljetnice potpisivanja Američke deklaracije o neovisnosti u Philadelphiji, no bila je odbijena. Naposljetku je izložena na odjelu Američke poštanske bolnice gdje su joj se neki likovni kritičari divili, a drugi je osuđivali zbog tjeskobnog prikaza i brutalne realnosti prikazane operacije.
Sliku je s te izložbe otkupilo Sveučilište Thomas Jefferson za samo 200 $ i smještena je u zgradu Medicinskog fakulteta sve do 1980-ih kad je premještena u Dvoranu Alumnija. Nakon što je 2006. godine uprava sveučilišta odlučila ponuditi sliku na prodaju Nacionalnoj galeriji umjetnosti u Washingtonu za 68 milijuna $, pokrenula se javna akcija da se slika sačuva u Philadelphiji. Naposljetku su Pennsylvanijska likovna akademija i Muzej umjetnosti Philadelphije, prodavši druge umjetnine, skupili potrebnih 68 milijuna $ i zajedno su kupili sliku 12. travnja 2007. godine, dospjevši na popis najskupljih slika kao najskuplja slika jednog američkog autora prije Drugog svjetskog rata.

## Poveznice
- Sat anatomije dr. Nicolaesa Tulpa